# Daniel Nerlich
Daniel Nerlich (* 1979 in Hamburg) ist ein deutscher Schauspieler.

## Leben
Daniel Nerlich absolvierte zwischen 2000 und 2004 ein Schauspielstudium an der Hochschule der Künste Bern. Sein erstes Engagement führte ihn an das Theater Basel. Dort arbeitete er zwischen 2004 und 2006 mit Regisseuren wie Lars-Ole Walburg, Rafael Sanchez und Sebastian Nübling. Von 2006 bis 2009 war er Ensemblemitglied am Düsseldorfer Schauspielhaus, wo er mit Regisseuren wie Karin Neuhäuser, Sebastian Baumgarten und Stefan Bachmann zusammenarbeite.
Zur Spielzeit 2009/10 wechselte er unter Intendant Lars-Ole Walburg an das Schauspiel Hannover. In dieser Zeit entstanden Arbeiten mit Regisseuren wie Lars-Ole Walburg, Tom Kühnel, Jürgen Kuttner, Mina Salehpour, Christopher Rüping, Alexander Eisenach, Thorleifur Orn Arnarsson, und Heike M. Goetze.
Nachdem die Volksbühne am Rosa-Luxemburg-Platz in Berlin zur Spielzeit 2019/20 künstlerisch neu besetzt wurde, holte der neue Schauspieldirektor Thorleifur Örn Arnarsson, nicht nur Nerlich  ins neue Ensemble, sondern auch ihre Schauspielkollegen Sarah Franke, Vanessa Loibl und Katja Gaudard, mit denen er schon in Hannover im Ensemble war. Dort arbeitete er mit Lucia Bihler und erneut mit Thorleifur Orn Arnarsson und Alexander Eisenach zusammen. Mit Übernahme der Volksbühne von René Pollesch zur Spielzeit 2021/22 endete Nerlichs Zeit an der Bühne.
2021 übernahm der die Titelrolle in William Shakespeares König Lear in der Regie von Heike M. Goetze am Luzerner Theater.
Neben seiner Tätigkeit auf der Bühne steht Nerlich auch vor der Kamera.
Sein Bruder ist der Regisseur Alexander Nerlich.

## Filmografie (Auswahl)
- 2015: Strawberry Bubblegums (Fernsehfilm)
- 2015: Was geschah wirklich? Der Absturz der 4U 9525 (Fernsehfilm)
- 2016: Erich Kästner – Das andere Gesicht (Fernsehfilm)